# Білоруська граматика для шкіл (1918)
«Білоруська граматика для шкіл» (біл. Беларуская граматыка для школ) — шкільна граматика білоруської мови, що її обробив Б. А. Тарашкевич (1917–1918), видана у Вільнюсі (1918) одночасно в кириличному і латинському варіантах.
Граматика кілька разів перевидавалася в Західній Білорусі (див. Білоруська граматика для шкіл (1929)), лежала в основі програм викладання білоруської мови в БССР. Перша життєздатна граматика сучасної білоруської мови, основа всіх подальших ліній розвитку білоруської граматики.

## Основи
В основі граматики лежали фонетико-граматичні особливості тодішнього Середньобілоруського діалекту, перш за все, «тверде р» і «сильне акання». У правилах граматики використовувалися як морфологічний (переважно), так і фонетичний принципи.
Слова іншомовного походження виділялися в окрему групу. Тарашкевичем було запропоновано писати голосні та приголосні в іншомовній лексиці так, як вони вимовлялися в мові, з якої були взяті, фактично було прийнято переважне їх написання як в польській мові. Так, на ці слова не були поширені правила акання, дзекання і цекання, часто вже не пом'якшуються приголосні перед голосними, передавався через м'яке [л'].
Багато правила в граматиці були відсутні або були недопрацьованими, наприклад, нормативи написання складних слів, деяких закінчень, прізвищ, імен, географічних назв, і допрацьовувалися іншими авторами.
Звертаючи увагу на недоліки граматики Тарашкевича, брати Льосік розробили проєкт її реформи, який був предметом розгляду Білоруської академічної конференції (1926).

## Оцінки
Навчальний посібник Тарашкевича враховувало тодішні досягнення в царині білоруської філології (Я. Ф. Карський, А. А. Шахматов та ін.), і було позитивно прийнято громадськістю.
Однак, у практичній роботі та в умовах масової білорусизації граматика викликала певні складнощі; деякі фонетичні та морфологічні особливості не отримали в книзі належного висвітлення; написання іншомовної лексики продовжувало складати труднощі; деякі правила були штучними та надуманими, у граматику був введений ряд архаїчних граматичних форм як літературних.
Російські й польські впливи в граматиці Тарашкевича відзначали у своїх роботах, напр., Я. Льосік і Ян Станкевич.